# Commotio cordis
 Mise en garde médicale
La Commotio cordis — expression latine signifiant « choc sur le cœur » — est la survenue d'une mort subite à la suite immédiate d'un choc sur la poitrine provoquant une fibrillation ventriculaire, et ce, en l'absence d'anomalie structurale du cœur secondaire au traumatisme.

## Historique
Cette entité nosologique a été remarquée dès le XVIIIe siècle mais le terme Commotio cordis est utilisé depuis le XIXe siècle.

## Épidémiologie
Elle concerne essentiellement le garçon, enfant, adolescent ou jeune adulte. Elle est rare chez la fille et au-delà de 25 ans. La moitié des cas concerne des sports de compétition où le patient reçoit un projectile (balle ou palet, au hockey) sur la poitrine. L'autre moitié est accidentelle.

## Mécanisme
Les modèles expérimentaux animaux impliquent la survenue d'une fibrillation ventriculaire, trouble du rythme cardiaque conduisant à un arrêt cardiorespiratoire irréversible spontanément. Cette fibrillation ventriculaire survient uniquement si le choc est contemporain d'une courte période vulnérable, correspondant à une dizaine de millisecondes juste avant le sommet de l'onde T sur l'électrocardiogramme. La zone vulnérable est donc très brève puisqu'elle correspond à environ 1 % du cycle cardiaque.
Typiquement, le choc responsable est provoqué par une balle arrivant à près de 60 km/h sur la poitrine, ce qui est la vitesse atteinte lors d'une compétition de hockey ou de baseball en junior.
La percussion de la paroi thoracique se répercuterait sur le muscle cardiaque en élevant brutalement sa pression : l'étirement brutal et transitoire des membranes cellulaires modifierait la répartition de certains ions à travers cette dernière et des modifications de la repolarisation ce qui serait le terrain à la survenue d'une fibrillation ventriculaire. La susceptibilité individuelle serait cependant très variable.
Par définition, aucune maladie cardiaque sous-jacente n'est retrouvée, en particulier aucun syndrome du QT long.

## Traitement
C'est celui de l'arrêt cardiocirculatoire : massage cardiaque externe et mise en place le plus rapidement possible d'un défibrillateur automatique externe.
En cas de récupération, il n' y a pas de preuve d’un surrisque de récidive ou d’évènements arythmiques ultérieurs. Et il n'existe pas de contre-indication à la reprise du sport ni d'indication à la pose d'un défibrillateur automatique implantable, sauf en cas d’autres pathologies le nécessitant. 